# Davinson Sánchez
Davinson Sánchez Mina (* 12. června 1996 Caloto) je kolumbijský profesionální fotbalista, který hraje na pozici středního obránce za turecký klub Galatasaray SK a za kolumbijský národní tým.

## Klubová kariéra

### Atlético Nacional
V dětství hrál Sánchez za juniorskou akademii týmu América de Cali, když se však jeho rodiče přestěhovali, přestoupil do klubu Atlético Nacional. Svůj profesionální debut tam odehrál 27. října 2013 v utkání proti Boyacá Chicó.
Svůj první profesionální gól vstřelil v utkání Copa Libertadores proti peruánskému Sportingu Cristal. V té samé sezóně se Atléticu podařilo celou soutěž vyhrát, když ve finále porazil ekvádorský tým Independiente.

### AFC Ajax
Po úspěchu v Copa Libertadores začali o Sáncheze jevit zájem některé evropské kluby. 28. června 2016 tak podepsal pětiletou smlouvu s nizozemským Ajaxem Amsterdam. Svůj debut odehrál 13. srpna v utkání nizozemské Eredivisie proti Roda JC Kerkrade. V této sezóně odehrál za Ajax celkem 47 zápasů a byl vyhlášen nejlepším hráčem klubu.

### Tottenham Hotspur
23. srpna 2017 přestoupil Sánchez za 42 milionů eur do anglického Tottenhamu Hotspur, čímž se stal historicky nejdražší posilou londýnského klubu. Svůj debut za tým odehrál v ligovém utkání proti Burnley FC. V roce 2019 se s Tottenhamem dostal do finále Ligy mistrů UEFA.

## Reprezentační kariéra
Sánchez reprezentoval Kolumbii v několika mládežnických kategoriích.
V roce 2018 byl nominován do výběru Kolumbie na Mistrovství světa ve fotbale 2018 v Rusku, kde nastoupil ve všech zápasech svého týmu.
V roce 2019 odehrál tři ze čtyř utkání svého národního týmu v Copa América, včetně historického vítězství nad Argentinou. Jeho tým však vypadl v osmifinále na penalty proti Peru.

## Statistiky

### Klubové
K 14. březnu 2021
| Klub              | Sezóna  | Liga                | Liga   | Liga | Národní pohár | Národní pohár | Ligový pohár | Ligový pohár | Kontinentální poháry | Kontinentální poháry | Ostatní | Ostatní | Celkem | Celkem |
| Klub              | Sezóna  | Liga                | Zápasy | Góly | Zápasy        | Góly          | Zápasy       | Góly         | Zápasy               | Góly                 | Zápasy  | Góly    | Zápasy | Góly   |
| ----------------- | ------- | ------------------- | ------ | ---- | ------------- | ------------- | ------------ | ------------ | -------------------- | -------------------- | ------- | ------- | ------ | ------ |
| Atlético Nacional | 2013    | Categoría Primera A | 3      | 0    | 0             | 0             | —            | —            | —                    | —                    | —       | —       | 3      | 0      |
| Atlético Nacional | 2014    | Categoría Primera A | 2      | 0    | 2             | 0             | —            | —            | 0                    | 0                    | 0       | 0       | 4      | 0      |
| Atlético Nacional | 2015    | Categoría Primera A | 7      | 0    | 1             | 0             | —            | —            | —                    | —                    | 0       | 0       | 8      | 0      |
| Atlético Nacional | 2016    | Categoría Primera A | 14     | 0    | 0             | 0             | —            | —            | 14                   | 1                    | 2       | 0       | 30     | 1      |
| Atlético Nacional | Celkem  | Celkem              | 26     | 0    | 3             | 0             | —            | —            | 14                   | 1                    | 2       | 0       | 45     | 1      |
| Jong Ajax         | 2016/17 | Jupiler League      | 1      | 0    | —             | —             | —            | —            | —                    | —                    | —       | —       | 1      | 0      |
| Ajax              | 2016/17 | Eredivisie          | 32     | 6    | 0             | 0             | —            | —            | 12                   | 0                    | 0       | 0       | 43     | 6      |
| Ajax              | 2017/18 | Eredivisie          | 0      | 0    | 0             | 0             | —            | —            | 2                    | 1                    | 0       | 0       | 2      | 1      |
| Ajax              | Celkem  | Celkem              | 33     | 6    | 0             | 0             | —            | —            | 14                   | 1                    | 0       | 0       | 47     | 7      |
| Tottenham Hotspur | 2017/18 | Premier League      | 31     | 0    | 2             | 0             | 0            | 0            | 8                    | 0                    | —       | —       | 41     | 0      |
| Tottenham Hotspur | 2018/19 | Premier League      | 23     | 1    | 2             | 0             | 4            | 0            | 8                    | 0                    | —       | —       | 37     | 1      |
| Tottenham Hotspur | 2019/20 | Premier League      | 29     | 0    | 4             | 0             | 1            | 0            | 5                    | 0                    | —       | —       | 39     | 0      |
| Tottenham Hotspur | 2020/21 | Premier League      | 15     | 0    | 2             | 2             | 2            | 0            | 9                    | 0                    | —       | —       | 28     | 2      |
| Tottenham Hotspur | Celkem  | Celkem              | 98     | 1    | 10            | 2             | 7            | 0            | 30                   | 0                    | —       | —       | 145    | 3      |
| Celkem            | Celkem  | Celkem              | 157    | 7    | 13            | 2             | 7            | 0            | 58                   | 2                    | 2       | 0       | 237    | 11     |

### Reprezentační
K 17. listopadu 2020
| Kolumbie | Kolumbie | Kolumbie |
| Rok      | Zápasy   | Góly     |
| -------- | -------- | -------- |
| 2016     | 1        | 0        |
| 2017     | 6        | 0        |
| 2018     | 10       | 0        |
| 2019     | 12       | 0        |
| 2020     | 3        | 0        |
| Celkem   | 32       | 0        |

## Úspěchy a ocenění

### Klubové
Atlético Nacional
- Copa Colombia: 2012, 2013
- Copa Libertadores: 2016

AFC Ajax
- Evropská liga UEFA - 2016/17 (finalista)

Tottenham Hotspur
- Liga mistrů UEFA - 2018/19 (finalista)

### Individuální
AFC Ajax
- Hráč roku AFC Ajax - 2017